# كريس سينغلتون (كرة سلة)
كريس سينغلتون (بالإنجليزية: Chris Singleton)‏ مواليد 21 نوفمبر 1989 في كانتون، هو لاعب كرة سلة أمريكي بدأ مسيرته الاحترافية في سنة 2011 حيث تم اختياره من قبل فريق واشنطن ويزاردز خلال الدرافت، ويحمل الرقم 1. يبلغ طوله 6 قدم 9 بوصة (2.1 م).

## فرق لعب لها
- واشنطن ويزاردز
- جيانغسو دراجونز
- لوكوموتيف كوبان

## إحصائيات المسيرة

### الرابطة الوطنية لكرة السلة

#### الموسم الاعتيادي
| السنة   | الفريق         | لعب | بدأ | دقيقة | ميداني% | ثلاثية | حرة  | ارتداد | صنع | استلاب | تصدي | نقطة |
| ------- | -------------- | --- | --- | ----- | ------- | ------ | ---- | ------ | --- | ------ | ---- | ---- |
| 2011–12 | واشنطن ويزاردز | 66  | 51  | 21.7  | .372    | .346   | .682 | 3.5    | .7  | 1.1    | .5   | 4.6  |
| 2012–13 | واشنطن ويزاردز | 57  | 11  | 16.2  | .382    | .194   | .571 | 3.2    | .6  | .7     | .4   | 4.1  |
| 2013–14 | واشنطن ويزاردز | 25  | 0   | 10.0  | .373    | .368   | .720 | 2.2    | .2  | .4     | .1   | 3.0  |
| المسيرة |                | 148 | 62  | 17.6  | .376    | .319   | .633 | 3.2    | .6  | .8     | .4   | 4.1  |

## روابط خارجية
- كريس سينغلتون على موقع الدوري الأوروبي لكرة السلة (الإنجليزية)
- كريس سينغلتون على موقع إن بي أي (الإنجليزية)
- كريس سينغلتون على موقع سبورتس رفرنس (الإنجليزية)
- كريس سينغلتون على موقع الدوري الإسباني لكرة السلة (الإسبانية)
- كريس سينغلتون على موقع كرة السلة الأوروبية.كوم (الإنجليزية)
- كريس سينغلتون على موقع DraftExpress.com (الإنجليزية)
- كريس سينغلتون على موقع إي إس بي إن.كوم (الإنجليزية)
- كريس سينغلتون على موقع كلية كرة السلة في سبورتس رفرنس.كوم (الإنجليزية)
- كريس سينغلتون على موقع ريلجم (الإنجليزية)
- كريس سينغلتون على موقع بروبوليرز (الإنجليزية)